# Raïon de Bilibino
Le raïon de Bilibino est un raïon de l'extrême nord-est de la Russie, situé dans une zone de toundra forestière, dans le bassin de la rivière Kolyma, dans l'ouest de la Région autonome de Tchoukotka.
À l'ouest, le raïon est bordé par la République de Sakha (Iakoutie), au sud-ouest par l'oblast de Magadan, au sud par le kraï du Kamtchatka, à l'est par les districts d’Anadyr et de Tchaoun de la Région autonome de Tchoukotka. Le nord du raïon est baigné par la mer de Sibérie orientale.
Sa plus grande ville est Bilibino.

## Démographie
La population de Bilibino représente 70,0 % de la population totale de la subdivision.
Recensements (*) ou estimations de la population,7 866 (2010); 8 820 (2002) 27 847 (1989):
| 1959* | 1970*  | 1979*  | 1989*  | 2002* | 2010* | 2020  | 2021  | 2022  |
| ----- | ------ | ------ | ------ | ----- | ----- | ----- | ----- | ----- |
| 3 634 | 20 742 | 24 754 | 27 847 | 8 820 | 7 866 | 7 537 | 7 366 | 7 476 |

## Ressources
Le raïon est riche en ressources minières. Il possède des gisements de minerai, d'or, d'argent et du platine. Il existerait également d'importantes réserves d'étain, de zinc, de cuivre, d'antimoine, de tungstène, de mercure, de plomb et de charbon. Il y aurait plus de 30 minéraux différents dont de la pyrite de cuivre, de la bornite et de la molybdénite.
Les principaux secteurs d'emplois sont l'extraction minière et la production d'énergie électrique. Au niveau agricole l'élevage du renne et la pêche sont dominants.

## Transport
Les principaux modes de transport sont un service aérien toute l'année et la navigation sur la mer de Sibérie entre juillet et novembre.
La navigation se fait essentiellement par les rivières Omolon et Maly Anyui.

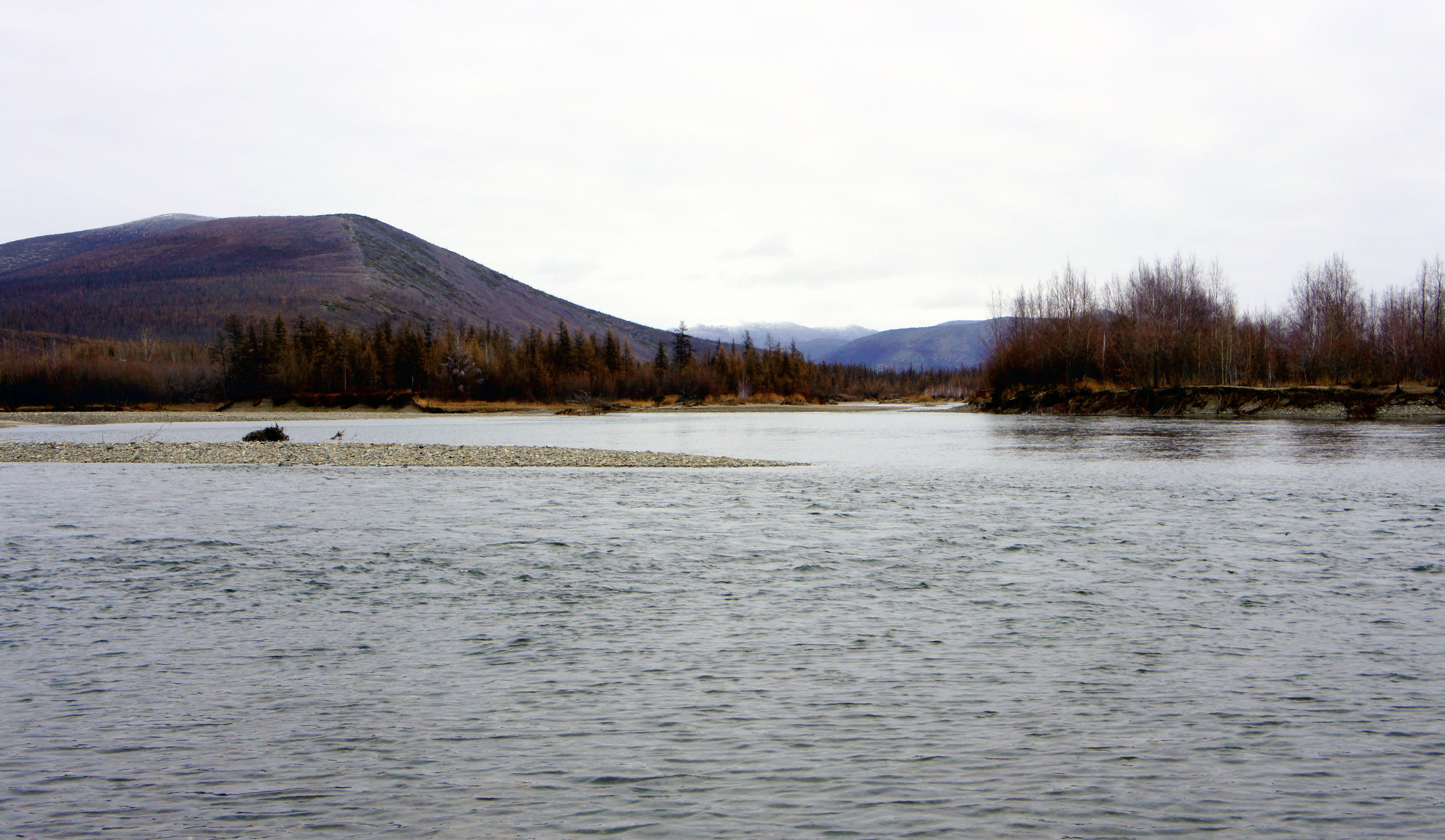
Rivière Maly Anyui.

Le développement économique de la commune Bilibino en 2009 était principalement basée sur la mise en œuvre des projets nationaux prioritaires et les principaux objectifs désignés dans le message du Président de la fédération de Russie et le gouverneur de la région.

## Administration
Le raïon est dirigé par un président de raïon nommé pour 5 ans par le gouverneur de Tchoukotka.
Le président actuel du raïon est Ivan Volkov depuis 2013. Ivan Volkov est également président du parlement de Tchoukotka.
Généralement, dans la pratique, le président du raïon de Bilibino est aussi le président du parlement régional.